# 歌川国歳
歌川 国歳（うたがわ くにとし、生没年不詳）とは、明治時代初期の浮世絵師。

## 来歴
三代目歌川豊国および歌川国次の門人。歌川の画姓を称し、一運斎と号す。明治初期に摺物や肉筆の美人画、幽霊画などを描いている。「源頼政鵺退治図」には豊原国周の画風がうかがえ、また落款に「原」の姓を用いているが他に例を見ず、これは国周との師弟関係をあらわすものかといわれる。

## 作品
- 「伊勢海老図」 摺物 一運斎国歳写の落款
- 「扇もつ芸者図」　麻地着色　浮世絵太田記念美術館所蔵
- 「遊女と禿」　紙本着色　光記念館所蔵　※「國歳筆」の落款、「歌川」の朱文方印と「國歳」の白文方印あり。那須ロイヤル美術館（小針コレクション）旧蔵
- 「こはだ小平次」　紙本着色　全生庵（台東区谷中）所蔵　※「一運齋　國歳老人」の落款、「國歳」の朱文重郭方印あり
- 「火消図」　絹本着色、2図　大英博物館所蔵　※「一運齋國歳戯画」の落款、「弌運斎」の白文長方印あり（2図いずれも同じ）。明治元年以降、5年以前の作
- 「源頼政鵺退治図」　布地着色　大英博物館所蔵　※「應需　原國歳」の落款、「國歳」の朱文方印あり。『平家物語』などにある源頼政の鵺退治を描いたもので、旅芝居の絵看板として使われたものだろうといわれている。